# Powiat Kasuya
Powiat Kasuya (jap. 糟屋郡 Kasuya-gun) – powiat w Japonii, w prefekturze Fukuoka. W 2020 roku liczył 231 937 mieszkańców.

## Miejscowości
- Hisayama
- Kasuya
- Sasaguri
- Shime
- Shingū
- Sue
- Umi

## Historia[2]

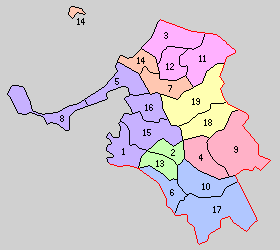
Powiat Kasuya (1889 r.)

- Powiat został założony 1 listopada 1878 roku. Wraz z utworzeniem nowego systemu administracyjnego 1 kwietnia 1889 roku powiat Kasuya został podzielony na 1 miejscowość i 18 wiosek[3].
- 20 października 1920 – wioska Umi zdobyła status miejscowości. (2 miejscowości, 17 wiosek)
- 1 stycznia 1927 – wioska Sasaguri zdobyła status miejscowości. (3 miejscowości, 16 wiosek)
- 17 kwietnia 1938 – wioska Mushirouchi zdobyła status miejscowości i zmieniła nazwę na Koga. (4 miejscowości, 15 wiosek)
- 17 kwietnia 1939 – wioska Shime zdobyła status miejscowości. (5 miejscowości, 14 wiosek)
- 27 grudnia 1940 – miejscowość Hakozaki została włączona w teren miasta Fukuoka. (4 miejscowości, 14 wiosek)
- 11 lutego 1943 – wioska Kashii zdobyła status miejscowości. (5 miejscowości, 13 wiosek)
- 1 kwietnia 1950 – wioska Tatara zdobyła status miejscowości. (6 miejscowości, 12 wiosek)
- 1 kwietnia 1953 – wioska Sue zdobyła status miejscowości. (7 miejscowości, 11 wiosek)
- 5 lipca 1953 – wioska Shikajima zdobyła status miejscowości i zmieniła nazwę na Shika. (8 miejscowości, 10 wiosek)
- 1 listopada 1954: (10 miejscowości, 8 wiosek)
  - wioska Shingū zdobyła status miejscowości.
  - wioska Wajiro zdobyła status miejscowości.
- 1 lutego 1955 – miejscowości Kashii i Tatara połączyły się z miastem Fukuoka. (8 miejscowości, 8 wiosek)
- 1 kwietnia 1955: (8 miejscowości, 4 wioski)
  - wioska Seto została włączona w teren miejscowości Sasaguri.
  - wioska Tachibana została włączona w teren miejscowości Shingū.
  - wioski Aoyagi i Ono zostały włączone w teren miejscowości Koga.
- 30 września 1956 – w wyniku połączenia wiosek Kubara (久原村) i Yamada powstała miejscowość Hisayama. (9 miejscowości, 2 wioski)
- 31 marca 1957 – w wyniku połączenia wiosek Ōkawa i Nakahara (仲原村) powstała miejscowość Kasuya. (10 miejscowości)
- 27 sierpnia 1960 – miejscowość Wajiro została włączona w teren miasta Fukuoka. (9 miejscowości)
- 5 kwietnia 1971 – miejscowość Shika została włączona w teren miasta Fukuoka. (8 miejscowości)
- 1 października 1997 – miejscowość Koga zdobyła status miasta. (7 miejscowości)